# العلاقات الإسبانية الأيرلندية
العلاقات الإسبانية الأيرلندية هي العلاقات الثنائية التي تجمع بين إسبانيا وجمهورية أيرلندا.

## مقارنة بين البلدين
هذه مقارنة عامة ومرجعية للدولتين:
| وجه المقارنة                                              | إسبانيا                                                                             | جمهورية أيرلندا                                       |
| --------------------------------------------------------- | ----------------------------------------------------------------------------------- | ----------------------------------------------------- |
| المساحة (كم2)                                             | 505.99 ألف                                                                          | 70.27 ألف                                             |
| عدد السكان (نسمة)                                         | 46.73 مليون                                                                         | 4.76 مليون                                            |
| الكثافة السكانية (ن./كم²)                                 | 92.35                                                                               | 67.74                                                 |
| العاصمة                                                   | مدريد                                                                               | دبلن                                                  |
| اللغة الرسمية                                             | اللغة الإسبانية، اللغة الغاليسية، لغة بشكنشية، اللغة الكتالونية، اللغة الأوكسيتانية | اللغة الأيرلندية، لغة إنجليزية، الإنجليزية الأيرلندية |
| العملة                                                    | يورو، بيزيتا إسبانية                                                                | جنيه أيرلندي، يورو، عملات اليورو الأيرلندية           |
| الناتج المحلي الإجمالي (بليون دولار)                      | 1.31 تريليون                                                                        | 333.73 مليار                                          |
| الناتج المحلي الإجمالي (تعادل القوة الشرائية) بليون دولار | 1.77 تريليون                                                                        | 318.16 مليار                                          |
| الناتج المحلي الإجمالي الاسمي للفرد دولار أمريكي          | 28.16 ألف                                                                           | 61.13 ألف                                             |
| الناتج المحلي الإجمالي للفرد دولار أمريكي                 | 38.00 ألف                                                                           |                                                       |
| مؤشر التنمية البشرية                                      | 0.876                                                                               | 0.916                                                 |
| رمز المكالمات الدولي                                      | +34                                                                                 | +353                                                  |
| رمز الإنترنت                                              | .es                                                                                 | .ie                                                   |
| المنطقة الزمنية                                           | ت ع م+01:00، ت ع م+02:00                                                            | 00، ت ع م+01:00، أوروبا/دبلن ‏                         |

## مدن متوأمة
في ما يلي قائمة باتفاقيات التوأمة بين مدن إسبانية وأيرلندية:
- ترتبط ألتيا مع بوندوران باتفاقية توأمة.
- ترتبط Tazones [الإنجليزية]‏ مع Camp, County Kerry [الإنجليزية]‏ باتفاقية توأمة.
- ترتبط برشلونة مع دبلن باتفاقية توأمة منذ 1984.

## منظمات دولية مشتركة
يشترك البلدان في عضوية مجموعة من المنظمات الدولية، منها:
| علم المنظمة | اسم المنظمة                               | تاريخ انضمام إسبانيا | تاريخ انضمام جمهورية أيرلندا |
| ----------- | ----------------------------------------- | -------------------- | ---------------------------- |
|             | وكالة الفضاء الأوروبية                    | ?                    | ?                            |
|             | بنك التنمية الآسيوي                       | 1986                 | 2006                         |
|             | الاتحاد الأوروبي                          | 1986                 | 1973                         |
|             | وكالة ضمان الاستثمار متعدد الأطراف        | 29 أبريل 1988        | 27 أكتوبر 1989               |
|             | منظمة التعاون الاقتصادي والتنمية          | ?                    | ?                            |
|             | الأمم المتحدة                             | 14 ديسمبر 1955       | 14 ديسمبر 1955               |
|             | الوكالة الدولية للطاقة                    | ?                    | ?                            |
|             | الفريق المعني برصد الأرض                  | ?                    | ?                            |
|             | منظمة حظر الأسلحة الكيميائية              | ?                    | ?                            |
|             | منظمة التجارة العالمية                    | ?                    | ?                            |
|             | منظمة الشرطة الجنائية الدولية             | ?                    | ?                            |
|             | منظمة الأمن والتعاون في أوروبا            | 25 يونيو 1973        | 25 يونيو 1973                |
|             | مؤسسة التنمية الدولية                     | 18 أكتوبر 1960       | 22 ديسمبر 1960               |
|             | نظام تحكم تكنولوجيا القذائف               | 1990                 | 1992                         |
|             | يونسكو                                    | 30 يناير 1953        | 3 أكتوبر 1961                |
|             | مجلس أوروبا                               | ?                    | ?                            |
|             | الاتحاد البريدي العالمي                   | ?                    | ?                            |
|             | البنك الدولي للإنشاء والتعمير             | 15 سبتمبر 1958       | 8 أغسطس 1957                 |
|             | المنظمة الهيدروغرافية الدولية             | ?                    | ?                            |
|             | الاتحاد الدولي للاتصالات                  | 1866                 | 8 ديسمبر 1923                |
|             | مؤسسة التمويل الدولية                     | 24 مارس 1960         | 11 سبتمبر 1958               |
|             | المنظمة الأوروبية لسلامة الملاحة الجوية   | 1997                 | 1965                         |
|             | المركز الدولي لتسوية المنازعات الاستشارية | 17 سبتمبر 1994       | 7 مايو 1981                  |
|             | مجموعة أستراليا                           | 1985                 | 1985                         |
|             | مجموعة الموردين النوويين                  | ?                    | ?                            |

## أعلام
هذه قائمة لبعض الشخصيات التي تربطها علاقات بالبلدين:
- أرتور أونيل (8 يناير 1736[25] – 9 ديسمبر 1814[25])
- ألفريدو دي ستيفانو (لاعب كرة قدم أرجنتيني، 4 يوليو 1926[26][27][28] – 7 يوليو 2014[26][28][29])
- ألفونسو دي بورتاغو (سائق سباقات، 11 أكتوبر 1928[30][31][32] – 12 مايو 1957[30][31][32])
- أوليفيا وايلد (ممثلة أمريكية، 10 مارس 1984[33] – )
- أونا تشابلن (ممثلة إسبانية، 4 يونيو 1986[34] – )
- إيمون دي فاليرا (سياسي إيرلندي، 14 أكتوبر 1882[35][36][37] – 29 أغسطس 1975[35][36][37])
- باتريسيو فرينش (1742 – )
- جون ديزموند برنال (10 مايو 1901[38][39][40] – 15 سبتمبر 1971[38][39][40])
- خوان غاليندو (1802[41][42] – 1839[41][42])
- خواكين بليك (عسكري إسباني، 19 أغسطس 1759[43][44] – 27 أبريل 1827[43][44])
- خوسيه ماريا بلانكو كرسبو (11 يوليو 1775[45][46][47] – 20 مايو 1841[48][49][47])
- رافائيل ألبرتي (شاعر إسباني، 16 ديسمبر 1902[50][51][52] – 28 أكتوبر 1999[50][52][53])
- ريكاردو وول (5 نوفمبر 1694[54][55] – 26 ديسمبر 1777[54])
- لويس مولوني (لاعب كرة قدم إسباني، 12 مايو 1925[56] – 12 فبراير 2010[56])
- ليوبولدو أودونيل (12 يناير 1809[57][58][59] – 5 نوفمبر 1867[57][59])

## وصلات خارجية
- موقع وزارة الخارجية الإسبانية
- موقع وزارة الخارجية الأيرلندية